# 5 Piscis Austrini
5 Piscis Austrini är en vit stjärna i huvudserien i Södra fiskens stjärnbild.
Stjärnan har visuell magnitud +6,50 och befinner sig därmed på gränsen till vad som går att se för blotta ögat vid mycket god seeing. 5 Piscis Austrini befinner sig på ett avstånd av ungefär 310 ljusår.